# ABC часопис ургентне медицине
ABC часопис ургентне медицине je научни часопис који излази три пута годишње на српском језику и издаје га Српско лекарско друштво.

## О часопису
ABC часопис ургентне медицине је национални научни часопис посвећен публиковању радова насталих на прехоспиталном  и хоспиталном нивоу у областима ургентне медицине, ургентних стања и осталих, који објављује искључиво оригиналне, претходно необјављене радове.

### Историјат
У СФР Југославији, 1979. године у СР Босни и Херцеговини уводи се посебна дисциплина - специјализација ургентне медицине (Катедра ургентне медицине у Сарајеву).
Катедра за ургентну медицину у Београду је основана 1992. године,а први шеф катедре је био проф. Вујчић.

На IV Симпозијуму ургентне медицине Савезне Републике Југославије одржаном 28-30.05.2001. године у Аранђеловцу, донета је одлука о оснивању часописа ургентне медицине под називом “ABC“ . Исте године излази први број часописа.

### Секција ургентне медицине
Секција ургентне медицине основана је 26.02.1992. године. Први председник био је др Војислав Милетић. Као једна од најмлађих секција, чланови Секције ургентне медицине су ношени ентузијазмом изграђивали систем ургентне медицине у Србији. Захваљујући својим учитељима, професорима са катедри ургентне медицине, које су се сукцесивно формирале на медицинским факултетима у Србији, секција је расла и формирала се у јединствену, посебну целину у оквиру своје матице, Српског лекарског друштва. Убрзо након оснивања, организују се симпозијуми, а затим и конгреси који су традиционално добро посвећени. У току 2017.године, Секција Ургентне медицине слави јубилеј, поводом 25 година постојања. Тим поводом одржан је Х Конгрес ургентне медицине Србије са међународним учешћем у Шапцу, 18-21.05.2017.године.Осим ових великих активности, под окриљем Секције ургентне медицине организују се многа предавања, курсеви, радионице и други значајни облици едукације за све заинтересоване. Једна од важних активности Секције ургентне медицине је и издавачка делатност, у оквиру које се штампа и ABC часопис ургентне медицине, али и друге публикације.

### Периодичност излажења
Часопис излази квартално: април, август, децембар.

## Уредници
- 2001.-2004. др Славица Симеуновић
- 2005.-2010. Прим. мр сци.мед. др Слађана Анђелић
- 2011. др Миљан Јовић / мр сци. мед. Владимир Гајић
- 2012.-2016. Прим. мр сци.мед. др Синиша Сараволац
- 2017.- Прим. др Загорка Максимовић

## Аутори прилога
Еминентни стручњаци иѕ земље, региона и иностранства.

## Теме
- Медицина
- Стоматологија
- Фармација

### Типови радова
- Оригинални научни (стручни) рад или приказ случаја
- Прегледни рад који садржи оригиналан, детаљан и критички приказ истраживачког проблема или подручја у коме је аутор већ остварио одређени допринос, приказан у виду аутоцитата.
- Кратко или претходно саопштење, што подразумева оригиналан научни рад пуног формата, али мањег обима.
- Научна критика, односно полемика на одређену тему заснована на научној аргументацији, актуелне теме: савремена питања од теоријског и практичног значаја за струку.
- Монографске студије, историјско-архивске, лексиокографске, библиографске студије или прегледе података, за које важи правило да су у питању сажети подаци који раније нису били доступни јавности.

## Електронски облик часописа
Од  2017. године часопис излази у електронском облику.

## Индексирање у базама података
- Српски цитатни индекс[5]
- Crossref

## Галерија
- ABC часопис ургентне медицине, број 2 из 2003.
- ABC часопис ургентне медицине, број 2/3 из 2014.
- ABC часопис ургентне медицине, број 3 из 2015.